# Vicki Barr
Victoria »Vicki« Barr, angleška atletinja, * 14. april 1982, Gateshead, Anglija, Združeno kraljestvo.
Ni nastopila na poletnih olimpijskih igrah. Na svetovnih prvenstvih je v štafeti 4x400 m osvojila bronasto medaljo leta 2009, na evropskih prvenstvih srebrno medaljo v isti disciplini leta 2010, kot tudi na evropskih dvoranskih prvenstvih leta 2009.